# Gajoubert
Gajoubert – miejscowość i gmina we Francji, w regionie Nowa Akwitania, w departamencie Haute-Vienne.
Według danych na rok 1990 gminę zamieszkiwało 156 osób, a gęstość zaludnienia wynosiła 11 osób/km² (wśród 747 gmin Limousin Gajoubert plasuje się na 467. miejscu pod względem liczby ludności, natomiast pod względem powierzchni na miejscu 464.).

## Populacja

Populacja Gajoubert w latach 1962–2008